# No pensé que era amor
«No pensé que era amor» es la octava canción que pertenece al álbum (No existen) Técnicas para olvidar del músico peruano Pedro Suárez-Vértiz. Esta canción es considerado como una de las mejores canciones del álbum respectivo y una de las mejores en toda la carrera de Pedro Suárez-Vértiz.

## Letra
La letra habla sobre una persona que recién estaba empezando a enamorarse y ya que no entendía lo dejaba correr sin importancia hasta darse cuenta de que ya había caído en el amo y que no puede vivir sin él, pero lamentablemente ese amor se está a punto de ir y no puede hacer nada para impedirlo; y al darse cuenta de que es verdad y nunca más regresará, siente deseos de llorar, pensar en la locura y morirse.

## Apoyo artístico musical
- Abel Salcedo: Solo de guitarra
- Lucía Vivanco: Violín